# 島根社会保険事務局
島根社会保険事務局（しまねしゃかいほけんじむきょく）は、島根県松江市にあった社会保険庁の地方支分部局で、島根県を管轄していた。

## 管内社会保険事務所等
- 島根社会保険事務局松江社会保険事務室（松江社会保険事務所）
- 出雲社会保険事務所（島根社会保険事務局出雲事務所）
- 浜田社会保険事務所